# Ballada huzarska
Ballada huzarska (ros. Гусарская баллада) – radziecka komedia muzyczna z 1962 roku w reżyserii Eldara Riazanowa. 
Film jest ekranizacją sztuki Aleksandra Gładkowa „Dawno, dawno temu...” (ros. Давным-давно), której prapremiera miała miejsce w 1941 roku, krótko po napaści Niemiec na Związek Radziecki.
Premiera filmu odbyła się 7 września 1962 roku w moskiewskim kinie „Rosja”, w 150 rocznicę bitwy pod Borodino.

## Opis fabuły
Wojna 1812 roku krzyżuje plany porucznika Dmitrija Rżewskiego – musi odłożyć ożenek i ruszać na front. Ale jego nastoletnia wybranka, Aleksandra Azarowa, nie zamierza bezczynnie czekać w bezpiecznym dworku. Wdziewa wojskowy mundur kuzyna, i pod przebraniem chłopca wstępuje w szeregi huzarów i wyrusza za narzeczonym. Wkrótce, jako młody kornet Szura Azarow, zostaje bohaterem wojennym.

## Obsada
- Łarisa Gołubkina jako Szura
- Igor Iljinski jako Kutuzow
- Jurij Jakowlew jako Rżewski
- Wiktor Kolcow jako Azarow
- Lew Polakow jako Piełymow
- Aleksiej Polewoj jako Balmaszew
- Nikołaj Kriuczkow jako Iwan